# Homme qui marche
Homme qui marche er en kortfilm fra 1999 instrueret af Michael Lindeborgh Rasmussen, Mads Tobias Olsen efter manuskript af Michael Lindeborgh Rasmussen og Mads Tobias Olsen.

## Handling
En Giacometti-menneskeskulptur bliver forelsket og forsøger at finde genstanden for sin kærlighed.